# Frostgrenze
Frostgrenze bezeichnet die Höhe über oder unter einer konstanten Höhe, in der Frost – also Temperaturen unter 0° C – vorkommt oder vorkommen kann. Konkret werden drei Bedeutungen unterschieden:
- In Bauwesen und Landwirtschaft ist die (feststehende) Tiefe im Boden unter der Oberfläche gemeint, in der Frost vorkommen kann (Ausnahme: Permafrostboden).
- In der Meteorologie ist eine (veränderliche) Höhe über dem Meeresspiegel bei bestimmten Wetterlagen oder zu bestimmten (Jahres)zeiten gemeint.
- In Geographie und Ökologie ist hingegen die (statische) klimatisch bedingte Höhengrenze im Gebirge beziehungsweise des Breitengrades gemeint, die die Obergrenze der ganzjährig und dauerhaft frostfreien Gebiete darstellt. Sie wird auch Absolute Frostgrenze genannt.

## Frostgrenzen im Gebirge
Der physikalische Grund für die nach oben relativ eindeutig definierbare (veränderliche) Frostgrenze liegt im allgemeinen Vertikalgradienten der Luft, der im Mittel −6 °C pro 1000 Höhenmeter beträgt. Herrschen demnach beispielsweise in 1000 m Höhe momentan 3 °C, so wird die 0 °C-Grenze bei etwa 1500 m Höhe liegen. Mit der Schneefallgrenze oder der Schneegrenze stimmen (in der Regel) weder die veränderliche noch die absolute Frostgrenze überein.
Die lokale Lage der Frostgrenzen ist zudem von weiteren Bedingungen abhängig. Unter anderem:
- Sonnenstrahlung
- Exposition (Ausrichtung eines Hanges zur Sonne)
- Neigung eines Berghangs
- Vegetation (Arten und Dichte)
- Boden- und Gesteinsarten
- Windverhältnisse

### Bodenfrost
Die Frostgrenzen im Boden sind von der Luft zu unterscheiden. Im Erdboden sind die Temperaturen wenige Zentimeter unter der Erdoberfläche zumeist höher als darüber. Ebenfalls hat eine Schneedecke einen isolierenden Effekt. Umgekehrt kann durch nächtliche Ausstrahlung der Frost auch stärker als im örtlichen Mittel ausfallen.

## Frostgrenzen im Boden
Die Frostgrenze des Bodens wird als jene Tiefe unter der Erdoberfläche verstanden, unter der es nicht zu negativen Bodentemperaturen, gemessen in Grad Celsius (°C), kommt.
Die Frosteindringtiefe – die maximale Tiefe, in der der Boden während winterlicher Kälteperioden gefriert – stellt einen kritischen Parameter für Bauplanung, Landwirtschaft und Infrastrukturentwicklung dar. Besonders betroffen sind Bodenflächen in Senken, wo sich Kälte sammelt und Tauwasser einsickert.
Die Frostgrenze im Boden ist von der lokalen Klimazone abhängig.
Für Deutschlands geographischen Breiten wird angenommen, dass die Frostgrenze durchschnittlich in 80 cm Tiefe liegt. Dieser Wert basiert auf historischen Maximalwerten, erscheint jedoch angesichts aktueller Klimaveränderungen überkonservativ. Seit 1950 verzeichnet man für Deutschland eine Zunahme winterlicher Mitteltemperaturen. Gleichzeitig verringerte sich die Anzahl frostintensiver Tage pro Jahr.
Trotz des Erwärmungstrends verzeichnete der Januar 2023 eine Kältewelle. Es steigt also das Risiko seltener Extremereignisse. Eine differenzierte Betrachtung von Mikroklimazonen und Bodentypen wird entscheidend.
Die Berechnung der Frosteindringtiefe basiert auf der Integration von Lufttemperaturen über die Zeit unter Berücksichtigung lokaler Bodeneigenschaften.
In der Erdkruste und im Erdinneren nimmt die Temperatur nach unten zu, in tiefen Bergwerken um durchschnittlich 30 °C je Kilometer.
Nahe der Oberfläche sind die Verhältnisse bezüglich der Frostgrenzen im Boden, abseits von Gebirgen, unterschiedlich.
Sandige Böden mit geringer Wärmeleitfähigkeit (0,3–0,5 W/mK) ermöglichen tiefere Frosteindringung als tonhaltige Substrate (1,1–1,5 W/mK).
Durch Grundwasserströme, starke Durchfeuchtung oder gut wärmeleitenden Felsboden wird das Temperaturgefälle zur Erdoberfläche hin abgeschwächt. Ebenso weichen die Verhältnisse polwärts der Permafrostgrenzen davon ab.
Bei schlecht wärmeleitenden Bodenschichten reduzieren sich die jahreszeitlichen Schwankungen der Temperatur bereits nach wenigen Metern deutlich.

### Frostschutz im Vermessungs- und Bauwesen
Die Frostgrenze bezeichnet die maximale Eindringtiefe des Frostes in den Boden. Sie ist abhängig vom Klima, der örtlichen Lage, dem Wassergehalt und der Bodenart. In Mitteleuropa liegt die Frostgrenze zwischen 0,80 und 1,50 m unter der Oberfläche. Die 80 cm Tiefe ist für alle Fundamente, Gründungen und Messpfeiler einzuhalten, um ein Anheben des Betons durch Frosthub zu vermeiden. Durch den Effekt des Auffrierens können auch allmählich Steine an die Oberfläche kommen. Daher müssen auch Vermessungspunkte und wichtige Grenzpunkte in mindestens diese Tiefe reichen.
Unter Gebäuden und unter Verkehrswegen wird im Regelfall eine Schicht Schotter als Frostschutz geschüttet. Dadurch wird das Niederschlagswasser abgeleitet und kann beim Frieren keine Bodenhebung mehr verursachen. Andernfalls kommt es zu Rissen und Frostaufbrüchen.
Um die Bau- und Landwirtschaft mit aktuellen Daten zu versorgen, messen die Wetterwarten zusätzlich zur Lufttemperatur auch die des Bodens in verschiedenen Tiefen.
In Regionen des Permafrostes wie in Sibirien ist die Frostgrenze oft nicht mit vertretbarem baulichem Aufwand erreichbar, so dass besondere Vorkehrungen zur Gründung von Bauwerken erforderlich werden.